# جیشی، شادونگ
جیشی، شادونگ (به لاتین: Jieshi) یک شهرک در جمهوری خلق چین است که در بخش وندنگ واقع شده‌است. جیشی ۱۸۶٫۴ کیلومتر مربع مساحت و ۳۲٬۳۰۰ نفر جمعیت دارد و ۴۴ متر بالاتر از سطح دریا واقع شده‌است.